# Psellocoptus
Psellocoptus es un género de arañas araneomorfas de la familia Corinnidae. Se encuentra en Venezuela.

## Lista de especies
Según The World Spider Catalog 12.0:
- Psellocoptus buchlii Reiskind, 1971
- Psellocoptus flavostriatus Simon, 1896
- Psellocoptus prodontus Reiskind, 1971